# Febbraio, febbraietto mese corto e maledetto

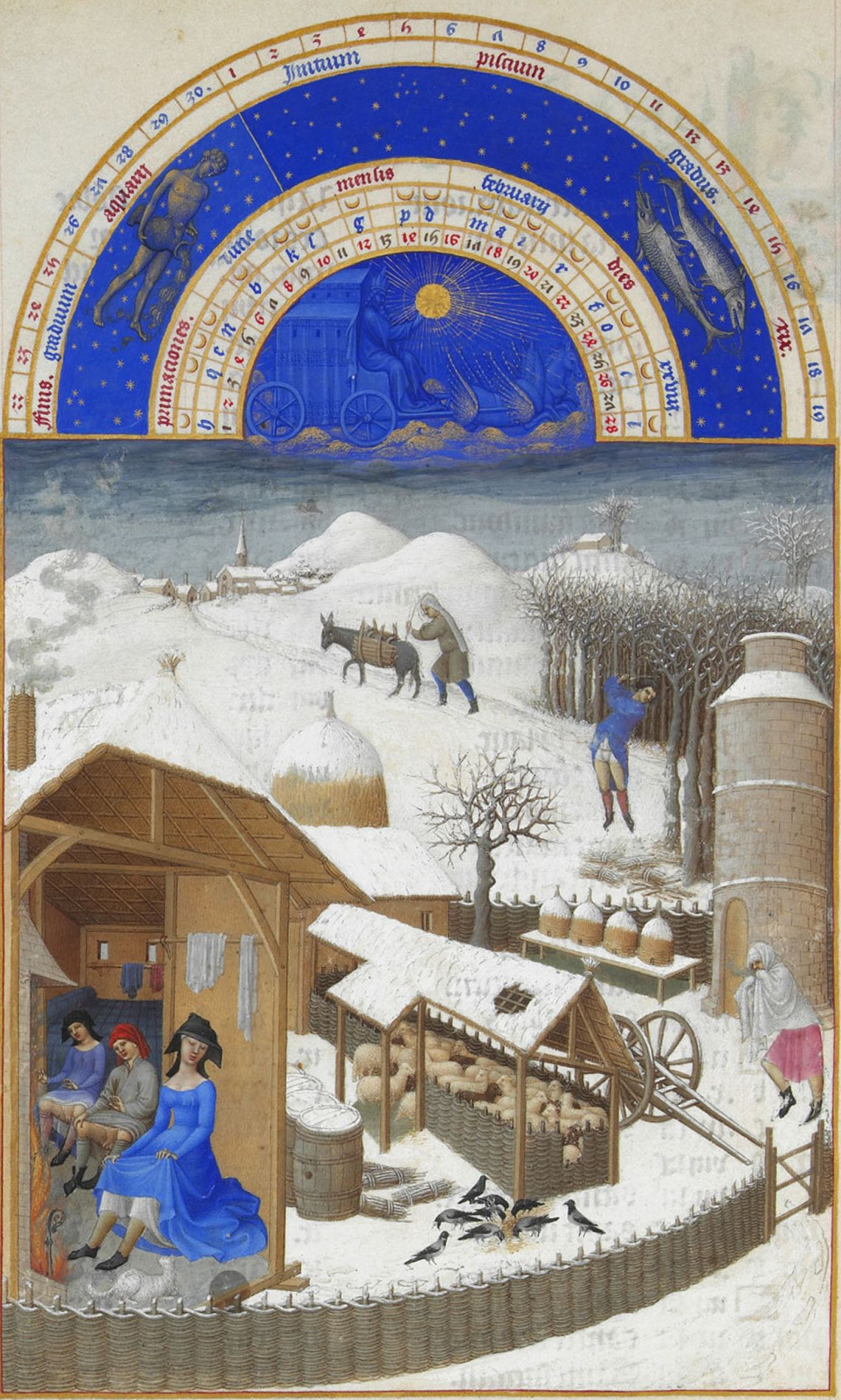
Febbraio, dal Très riches heures du duc de Berry

Febbraio, febbraietto mese corto e maledetto è un antico proverbio popolare legato non solamente al calendario, ma anche al clima stagionale e all'economia familiare.

## Febbraio corto e amaro
Anticamente, ai tempi in cui l'economia delle famiglie, appartenenti ad un ceto medio-basso, e della società era basata soprattutto sulla produzione agricola, ed era fortemente vincolate dall'esito dei raccolti, la stagione invernale, ed il mese di febbraio, soprattutto, rappresentavano un periodo di ansia e di preoccupazione, in prospettiva futura, e di povertà immediata, dato che le provviste ormai iniziavano a scarseggiare, gli animali erano poco numerosi e malandati a causa della carenza di erba, di fieno e di mangime.

In questo mese si diffuse quindi l'esigenza di sbarcare il lunario per raggiungere i mesi primaverili, durante i quali almeno i contadini potevano ricavare qualche frutto dalla terra.

## Breve rassegna
Tra i numerosi proverbi riguardanti questa tematica, eccone una breve rassegna: